# Chiesa della Madonna della Luce (Perugia)
È un edificio religioso ubicato nella via dei Priori, nell'asse dell'antico decumano perugino, divenuto poi nel medioevo via regale o via maesta per il lago Trasimeno e Cortona. È contigua all'antica Porta Trasimena, rivolta a ovest, una delle quattro porte principali etrusche della città. Con l'adiacente chiesa di San Luca e con la Commenda dei cavalieri di Malta forma un unico complesso architettonico vicinissimo all'altro complesso di San Francesco al Prato.
Edificata nel 1513-1519 su progetto attribuito ai Cesarino del Roscetto o a Giulio Danti entrambi perugini. La facciata rinascimentale in travertino termina con un timpano sorretto da due pilastri angolari, con capitelli compositi. E' ornata da un rosoncino strombato e da un portale sormontato da una lunetta. Sul cornicione, alla base del timpano, è scolpita una iscrizione dai caratteri umanistici, dove è riportata la data di consacrazione: 1519. I due grifi scolpiti alla base dei pilastri stanno ad indicare l’intervento economico del Comune per la costruzione della chiesa.
Lo storico Serafino Siepi (1822) narra che fu costruita per accogliere un’immagine della Vergine ritenuta miracolosa: Madonna e santi del XVI sec., affrescata da Tiberio d'Assisi e conservata all'interno di una nicchia sopra all’altare. La cupola è stata affrescata da Giovanni Battista Caporali (1532).
Dal 1984 la chiesa è rimasta aperta ogni giorno per l’adorazione eucaristica quotidiana, dalle ore 8 alle ore 19, tranne nel mese di agosto per la pausa estiva e ad eccezione degli eventi pandemici.